# مقاطعة وين (نيويورك)
مقاطعة وين (بالإنجليزية: Wayne County)‏ هي إحدى المقاطعات في ولاية نيويورك في الولايات المتحدة الأمريكية.

## أعلام
- ميل هال
- غوردون غرينغر
- ويليام تي سامبسون